# Oxytropis przewalskii
Oxytropis przewalskii är en ärtväxtart som beskrevs av Vladimir Leontjevitj Komarov. Oxytropis przewalskii ingår i släktet klovedlar, och familjen ärtväxter. Inga underarter finns listade i Catalogue of Life.